# Хококудзи
Хококудзи (яп.: 報国寺) — старинный дзен-буддийский храм, расположенный в городе Камакура в префектуре Канагава, Япония. Храм знаменит своим бамбуковым садом, и благодаря ему известен в народе как «бамбуковый храм». Главным символом поклонения в храме является статуя будды Гаутама (по-японски Shaka Nyorai). Также храму принадлежит статуя богини Каннон, которая хранится в Камакурском музее национальных сокровищ. Площадь храма составляет примерно 13.000 м².

## Галерея изображений

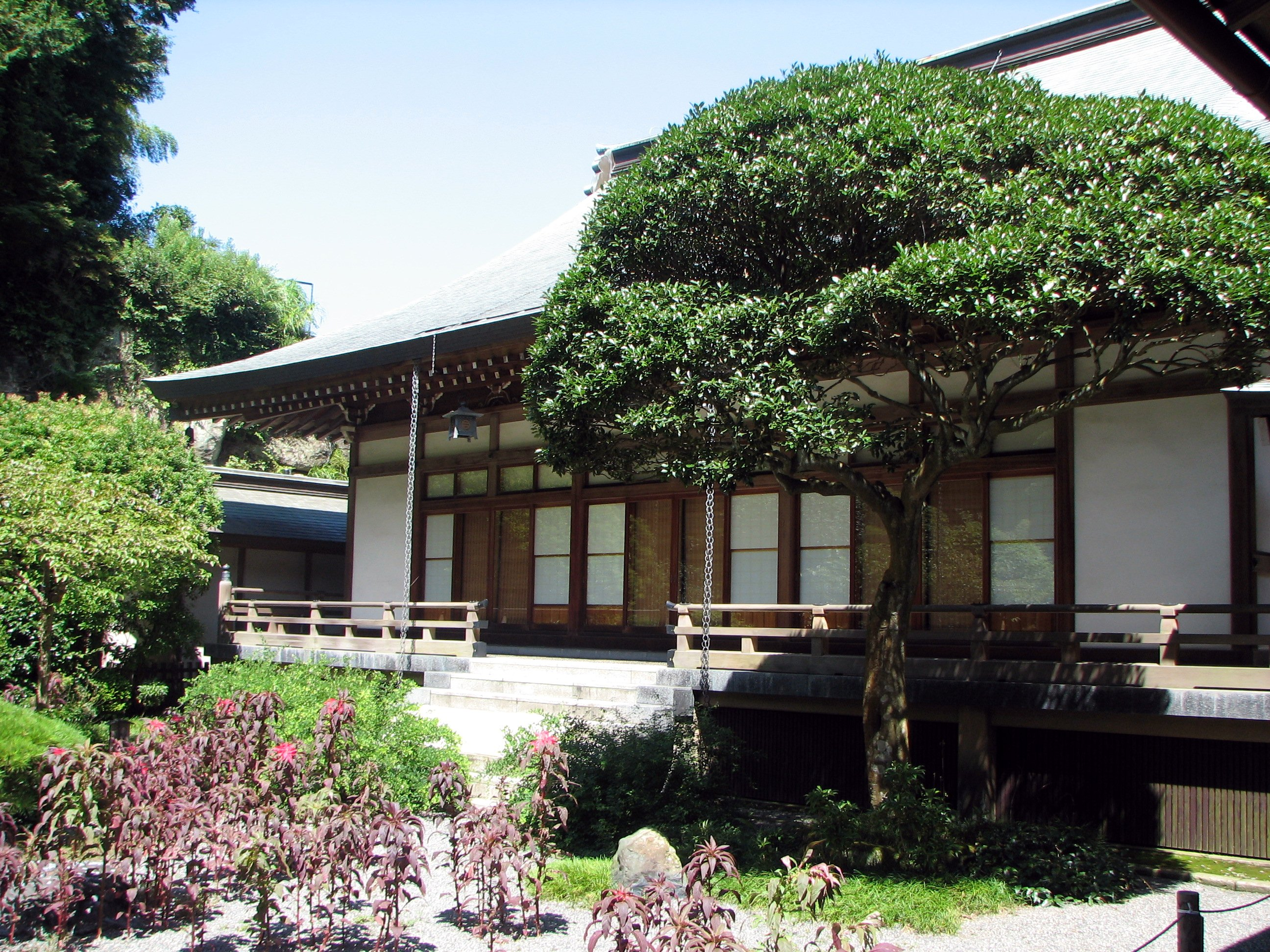
Строения храма
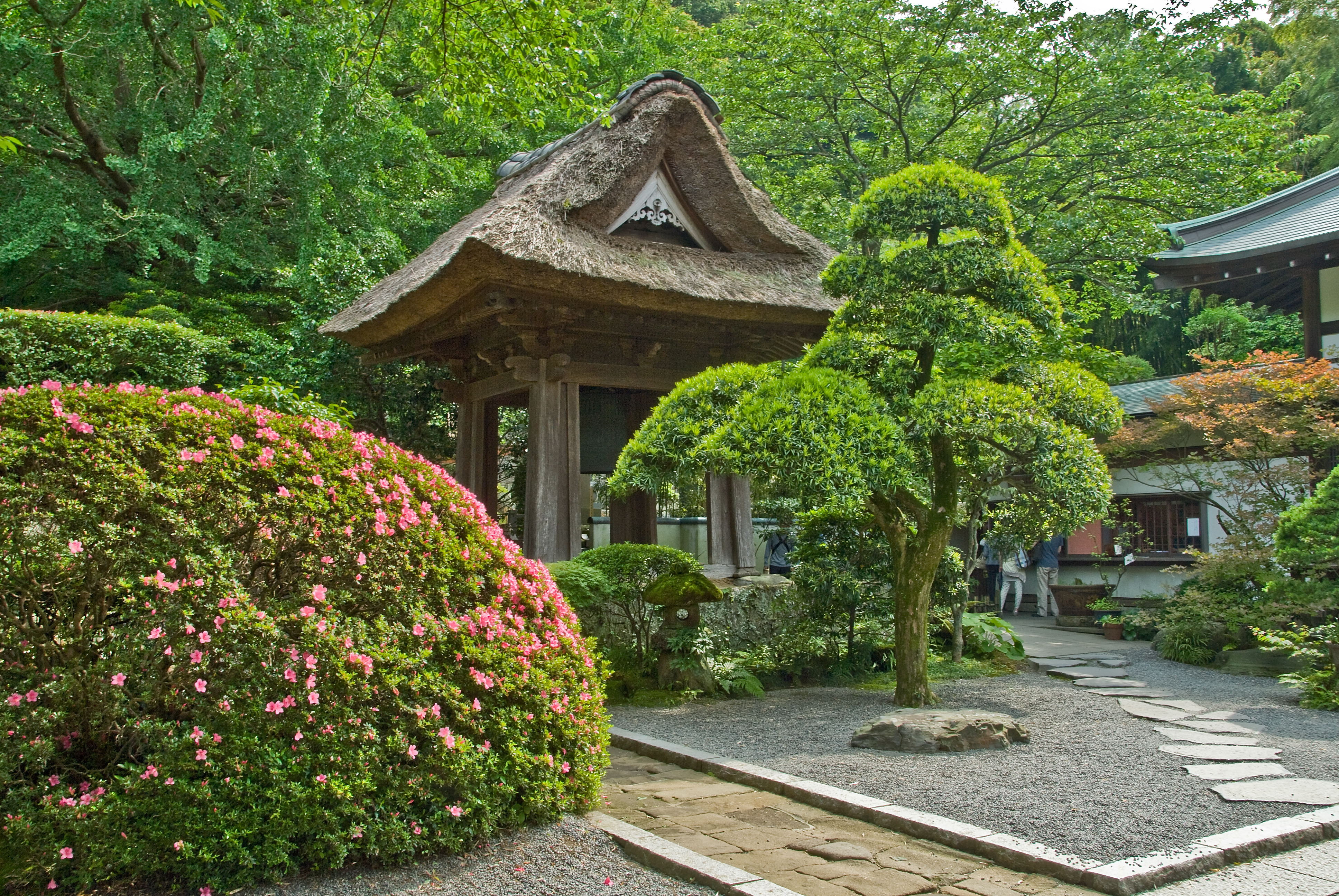
Навес с храмовым колоколом
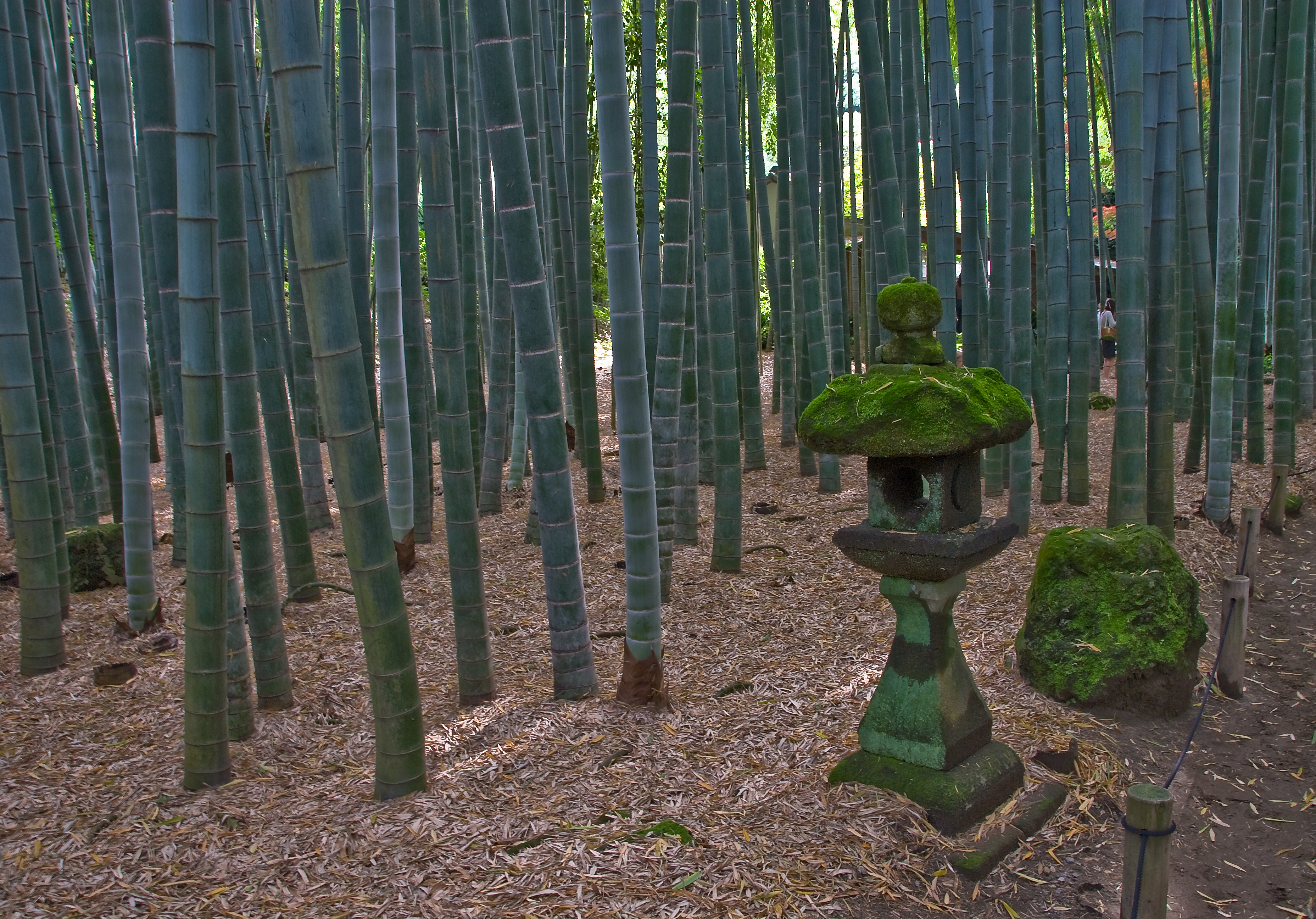
Каменный фонарь в бабуковом лесу
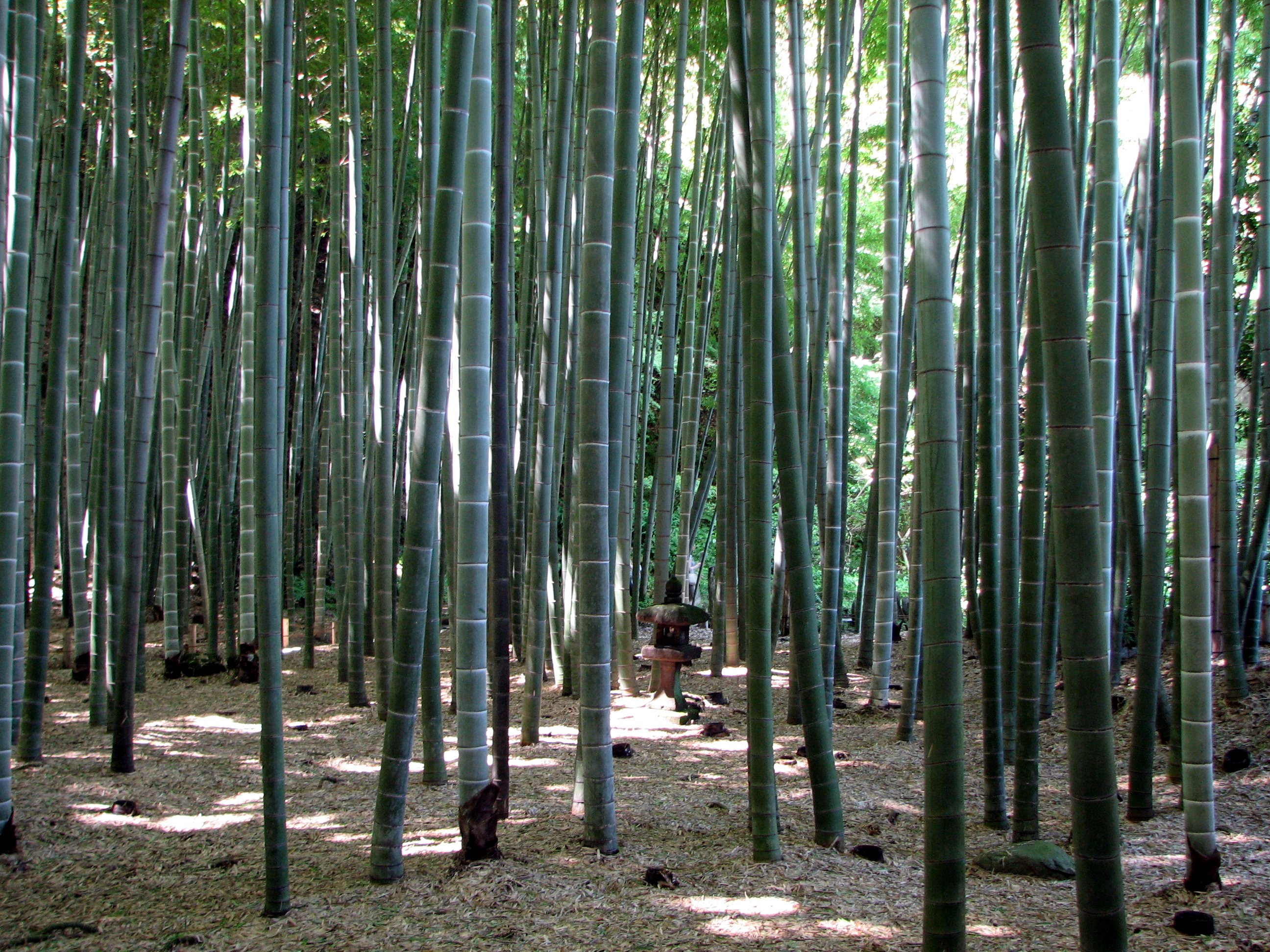
Бамбуковый лес
- (видео) Внутри бамбукового леса